# Катакомби святого Себастьяна

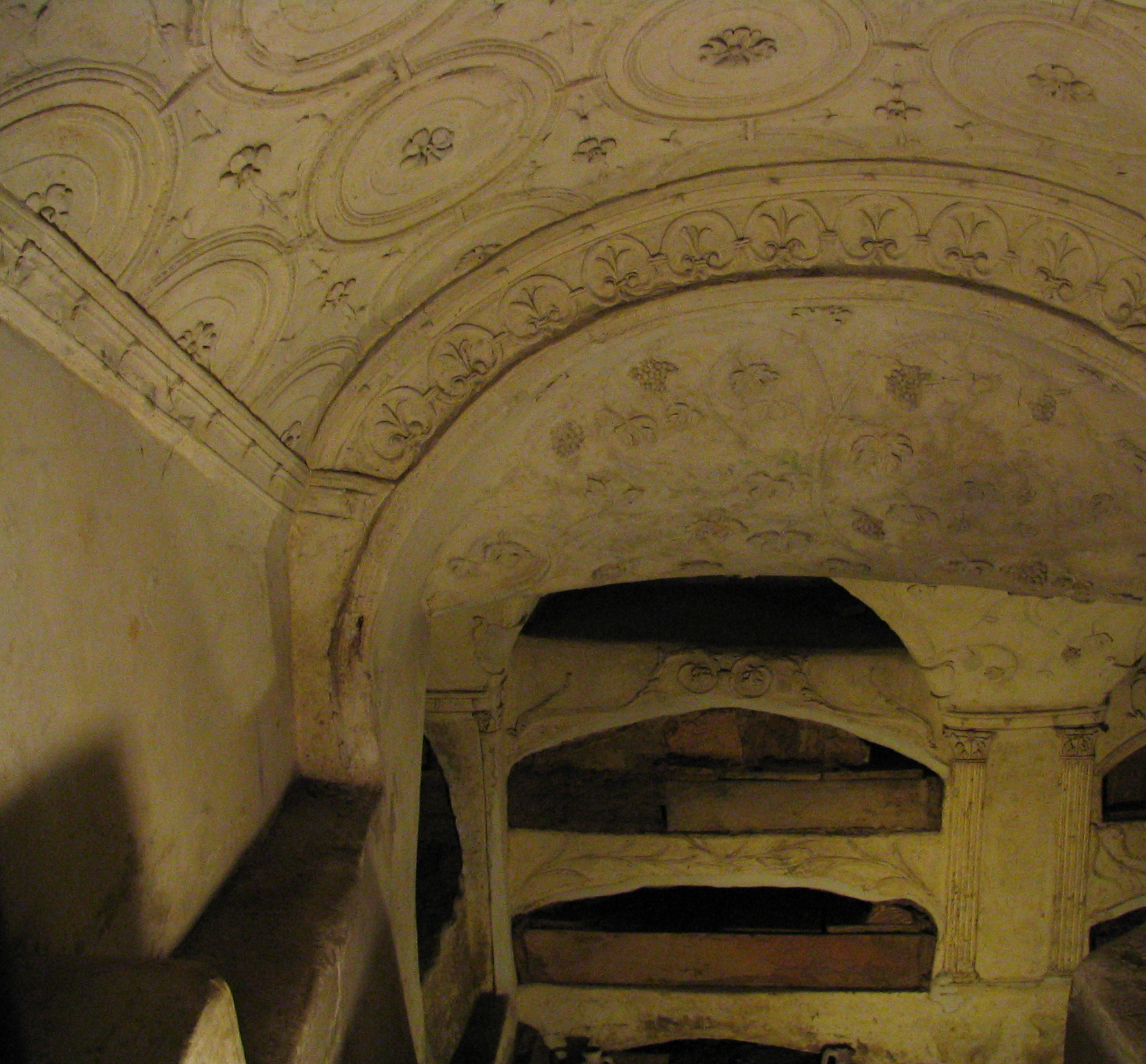
Катакомби св. Себастьяна

Катакомби святого Себастьяна (італ. Catacombe di San Sebastiano) — катакомби у південній частині Рима на Аппієвій дорозі.

## Історія
Спочатку язичницьке поховання яке стало пізніше використовуватися християнами. Ця ділянка дороги через поглиблення називався ad catacumbas (від грец. Katakymbos — поглиблення), що дало назву всім підземним похованням. З XI ст. катакомби стали називати ім'ям святого Себастьяна, тому що розташовані поруч з базилікою св. Себастьяна (на честь ранньохристиянського мученика святого Себастьяна; спочатку базиліка Апостолів), в якій зберігаються мощі святого. Біля входу в катакомби збереглося приміщення triclia, яке колись знаходилось на поверхні, де скорботні могли відпочинути. У більш глибоких християнських катакомбах розташована крипта св. Себастьяна, де до перенесення до церкви зберігалися мощі святого. Крипта відреставрована, на частині античної колони знаходиться погруддя св. Себастьяна, виконане Берніні. Безліч написів присвячені апостолам Петру та Павлу. Особливого інтересу заслуговують язичницькі поховання, прикрашені фресками. Лише на другому поверсі добре збереглися фрески християнської тематики: Оранта, Ісус в яслах, Мойсей, цикл фрескок про Йону. Ці катакомби в цілому відрізняє незначне число розписів. Розписами багаті три мавзолеї розташовані на маленькій площі 9 м² під землею (II століття), які вирубані у породі, їх фасади виконані з цегли.

## Інформація
- Вхід в катакомби розташований на Via Appia 132.
- Час роботи: 8:30-12:00, 14:30-17:30 влітку, взимку 8:30-12:00, 14:30-17:00. У неділю закриті.
- Відвідування тільки з екскурсією
- Якщо відвідування обмежено в часі, то найшвидший шлях: від метро San Giovanni (Латеранський собор) автобусом 218.
- Якщо є можливість присвятити катакомбам і Аппієвій дорозі півдня: від метро Circo Massimo, по проспекту Viale Terme Caracalle, потім по Via Porta Sebastiano, що переходить у Аппієва дорогу. При такому маршруті є можливість побачити Терми Каракалли, церква святих Ахіллея і Нерея (їх мощі перенесені сюди з катакомб святий Домітілли), будинок кардинала Віссаріона Нікейського, гробницю Сципіоном, арку Друза, ворота святого Себастіана (там знаходиться музей міських стін) і церква Quo Vadis. Час в дорозі близько години. Катакомби святого Калліста, катакомби святий Домітілли і катакомби святого Себастьяна розташовані близько один від одного, так що є можливість відвідати їх за один день.